# 杨地镇
杨地镇，是中华人民共和国陕西省商洛市山阳县下辖的一个乡镇级行政单位。

## 行政区划
杨地镇下辖以下地区：
龙潭村、后荫村、狮子凹村、白扬坪村、孔岭村、双岭村、金盆村、山槐村、西坪村、西山村、峡口村、杨坪村、大石村和海螺村。